# Австралийска група
Австралийската група е неформална група държави (сега присъединила се към Европейската комисия), създадена през 1985 г. (след използването на химическо оръжие от Ирак през 1984 г.), за да помогне на страните-членки да идентифицират износа, който трябва да бъде контролиран, за разпространението на химически и биологични оръжия.

## История
Групата, първоначално състояща се от 15 членове, провежда първото си заседание в Брюксел през септември 1989 г. С включването на Мексико на 12 август 2013 г. тя има 42 членове, включително Европейската комисия, с всичките 28 членове членки на Европейския съюз, Украйна и Аржентина. Името ѝ идва от инициативата на Австралия да създаде групата. Австралия управлява секретариата.
Първоначалните членове на групата са имали различни оценки, на които химичните прекурсори трябва да подлежат на контрол върху износа. По-късно привържениците първоначално нямат такива контроли. Днес членовете на групата поддържат контрол върху износа на единен списък от 54 съединения, включително няколко, които не са забранени за износ по Конвенцията за химическите оръжия, но могат да се използват при производството на химическо оръжие. През 2002 г. групата предприема две важни стъпки за засилване на контрола върху износа. Първият е изискването за „не-подбиване“, според което всеки член на групата, който възнамерява да извърши износ в друга държава, на която вече е отказан износ от друг член на групата, трябва първо да се консултира с тази държава членка, преди да одобри износ. Втората е разпоредбата за „улова“, която изисква държавите членки да спрат целия износ, който вносителите могат да използват в програмите за химически или биологични оръжия, независимо дали износът е в контролните списъци на групата. Делегациите, представляващи членовете, се събират всяка година в Париж, Франция.

## Членове
| Членове | Карта на членовете |
| --- | ------------------ |
| - Аржентина - Австралия - Австрия - Белгия - България - Канада - Хърватия - Кипър - Чехия - Дания - Естония - Европейски съюз - Финландия - Франция - Германия - Гърция - Унгария - Исландия - Ирландия - Италия - Япония - Южна Корея - Латвия - Литва - Люксембург - Малта - Мексико - Нидерландия - Нова Зеландия - Норвегия - Полша - Португалия - Румъния - Словакия - Словения - Испания - Швеция - Швейцария - Турция - Украйна - Великобритания - САЩ |                    |

## Бъдещи членове
По време на държавно посещение в Индия през ноември 2010 г. американският президент Барак Обама обявява подкрепата на САЩ за кандидатурата на Индия за постоянно членство в Съвета за сигурност на ООН, както и за присъединяването на Индия към групата за ядрени доставчици, Wassenaar Arrangement и Австралийската група.